# Mistrzostwa Polski w Biathlonie 2004
38. Mistrzostwa Polski w biathlonie 2004 rozegrano  w dniach 4-6 stycznia w Kościelisku - Kirach oraz 3-4 marca w Dusznikach-Zdroju. Rozegrano sprinty, biegi pościgowe, biegi indywidualne oraz sztafety.

## Terminarz i medaliści
| Data       | Konkurencja                | Złoto                                                                                | Srebro                                                                            | Brąz                                                                                         |
| 04.01.2004 | Sprint kobiet              | Krystyna Pałka AZS AWF Katowice                                                      | Magdalena Nykiel MKS Karkonosze Jelenia Góra                                      | Paulina Bobak AZS AWF Katowice                                                               |
| 04.01.2004 | Sprint mężczyzn            | Wiesław Ziemianin BKS WP Kościelisko                                                 | Krzysztof Pływaczyk AZS AE Wałbrzych                                              | Michał Piecha AZS AWF Katowice                                                               |
| 06.01.2004 | Bieg pościgowy kobiet      | Magdalena Nykiel MKS Karkonosze Jelenia Góra                                         | Krystyna Pałka AZS AWF Katowice                                                   | Paulina Bobak AZS AWF Katowice                                                               |
| 06.01.2004 | Bieg pościgowy mężczyzn    | Krzysztof Pływaczyk AZS AE Wałbrzych                                                 | Stanisław Karpiel BKS WP Kościelisko                                              | Łukasz Matysek AZS AWF Katowice                                                              |
| 03.03.2004 | Bieg indywidualny kobiet   | Magdalena Gwizdoń KKS Bielsko-Biała                                                  | Katarzyna Ponikwia BKS WP Kościelisko                                             | Magdalena Grzywa AZS AWF Katowice                                                            |
| 03.03.2004 | Bieg indywidualny mężczyzn | Tomasz Sikora Dynamit Chorzów                                                        | Michał Piecha AZS AWF Katowice                                                    | Wiesław Ziemianin BKS WP Kościelisko                                                         |
| 04.03.2004 | Bieg sztafetowy kobiet     | AZS AWF Katowice Paulina Bobak Tiffany Tyrała Krystyna Pałka Magdalena Grzywa        | BKS WP Kościelisko Katarzyna Ponikwia Izabela Hobot Monika Rzepka Iga Kaczmarczyk | MKS Karkonosze Jelenia Góra Joanna Grzybek Agnieszka Grzybek Izabela Daniło Magdalena Nykiel |
| 04.03.2004 | Bieg sztafetowy mężczyzn   | AZS AWF Katowice Łukasz Matysek Krzysztof Uklejewicz Grzegorz Bodziana Michał Piecha | BKS WP Kościelisko Stanisław Karpiel Sylwester Kulig Adam Kwak Ryszard Szary      | MKS Duszniki-Zdrój Mirosław Kobus Łukasz Witek Sebastian Witek Mateusz Jędruch               |